# Přebor Středočeského kraje 2009/2010
Přebor Středočeského kraje (jednu ze skupin 5. fotbalové ligy) hrálo v sezóně 2009/2010 16 klubů. Vítězem se stalo mužstvo FK Kolín.

## Systém soutěže
Kluby se střetly v soutěži každý s každým dvoukolovým systémem podzim–jaro, hrály tedy 30 kol.

## Nové týmy v sezoně 2009/10
- Z Divize C sestoupilo mužstvo FK Kolín.
- Z I. A třídy postoupila mužstva TJ Ligmet Milín (vítěz skupiny A), TJ Tatran Sedlčany (2. místo ve skupině A), TJ Polepy (vítěz skupiny B), FK Neratovice-Byškovice (2. místo ve skupině B) a FK Brandýs nad Labem (3. místo ve skupině B).

## Výsledná tabulka
| Poř. | Tým                     | Z  | V  | R  | P  | VG | OG  | B  |
| ---- | ----------------------- | -- | -- | -- | -- | -- | --- | -- |
| 1.   | FK Kolín                | 30 | 19 | 8  | 3  | 76 | 21  | 65 |
| 2.   | FC Graffin Vlašim B     | 30 | 17 | 8  | 5  | 83 | 40  | 59 |
| 3.   | SK Úvaly                | 30 | 15 | 8  | 7  | 63 | 38  | 53 |
| 4.   | TJ Polepy               | 30 | 15 | 6  | 9  | 70 | 49  | 51 |
| 5.   | FK Litol                | 30 | 14 | 7  | 9  | 61 | 50  | 49 |
| 6.   | TJ Sokol Libiš          | 30 | 14 | 6  | 10 | 63 | 55  | 48 |
| 7.   | Český lev-Union Beroun  | 30 | 15 | 2  | 13 | 56 | 48  | 47 |
| 8.   | TJ Sokol Zápy           | 30 | 13 | 7  | 10 | 53 | 35  | 46 |
| 9.   | SK Benátky nad Jizerou  | 30 | 13 | 7  | 10 | 50 | 49  | 46 |
| 10.  | FK Brandýs nad Labem    | 30 | 12 | 5  | 13 | 64 | 58  | 41 |
| 11.  | FK Neratovice-Byškovice | 30 | 11 | 8  | 11 | 34 | 39  | 41 |
| 12.  | Sokol Nové Strašecí     | 30 | 11 | 7  | 12 | 49 | 50  | 40 |
| 13.  | AFK Sokol Semice        | 30 | 8  | 11 | 11 | 46 | 65  | 35 |
| 14.  | SK Polaban Nymburk      | 30 | 7  | 6  | 17 | 41 | 72  | 27 |
| 15.  | TJ Ligmet Milín         | 30 | 3  | 2  | 25 | 27 | 94  | 11 |
| 16.  | TJ Tatran Sedlčany      | 30 | 3  | 2  | 25 | 36 | 109 | 11 |

Poznámky:
- Z = Odehrané zápasy; V = Vítězství; R = Remízy; P = Prohry; VG = Vstřelené góly; OG = Obdržené góly; B = Body

|  | Postup do příslušné Divize (A, B nebo C) |
|  | Sestup do příslušné I. A třídy           |